# 车站街街道 (临汾市)
车站街街道，是中华人民共和国山西省临汾市尧都区下辖的一个乡镇级行政单位。

## 行政区划
车站街街道下辖以下地区：
车站社区、建设社区、向阳社区和铁路社区。